# 第60届奥斯卡金像奖
第60届奥斯卡颁奖典礼是美国电影艺术与科学学院旨在奖励1987年最优秀电影的一场晚会，于太平洋时区1988年4月11日下午18点（北美东部时区晚上21点）在美国加利福尼亚州洛杉矶的神殿礼堂举行，共计颁发了22座奥斯卡金像奖（也称学院奖）。晚会通过美国广播公司在美国直播，由小塞缪尔·戈尔德温担任制片人，马蒂·帕赛塔导演，男演员切维·切斯连续第二年担任主持人。两周前的3月27日，雪莉·琼斯在加利福尼亚州比佛利山的比弗利希尔顿酒店主持颁发奥斯卡科技成果奖。
《末代皇帝》赢得最佳影片奖，并为贝纳尔多·贝托鲁奇拿下导演奖。雪儿和奥林匹亚·杜卡基斯分别因出演《月色撩人》获女主角和女配角奖。迈克尔·道格拉斯因《华尔街》获男主角奖，肖恩·康纳利凭《铁面无私》拿下男配角奖。颁奖典礼的电视直播在美国平均吸引了约4,220万观众收看。

## 获奖和提名
太平洋时区1988年2月16日早上5点38分（协调世界时13点38分），美国电影艺术与科学学院主席罗伯特·怀斯和女演员雪莉·麦克雷恩一起在加利福尼亚州比佛利山的塞缪尔·戈尔德温剧院公布第60届奥斯卡金像奖提名名单:712。《末代皇帝》以9项提名领跑，《收播新闻》以7项紧随其后。
获奖名单在1988年4月11日举行的颁奖典礼上公布。《末代皇帝》成为继1958年的《金粉世界》以来首部9项提名全部获奖的电影。同时5位获导演奖提名的电影人都不是在美国出生，这还是历史上首次出现这种情况。获男主角奖的迈克尔·道格拉斯曾因《飞越疯人院》夺得最佳影片奖，成为历史上第2位先后赢得表演和制片类奖项的电影人[A]。

### 奖项

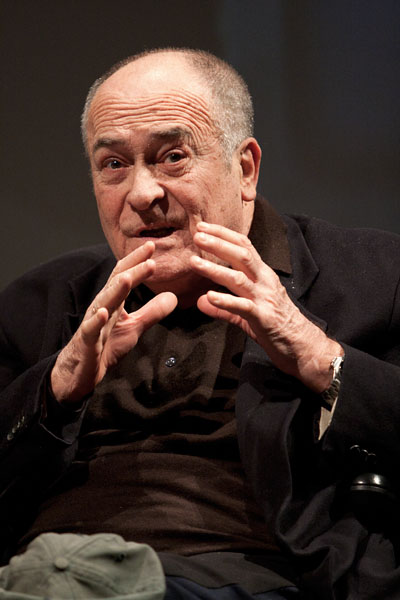
贝纳尔多·贝托鲁奇因《末代皇帝》获导演奖

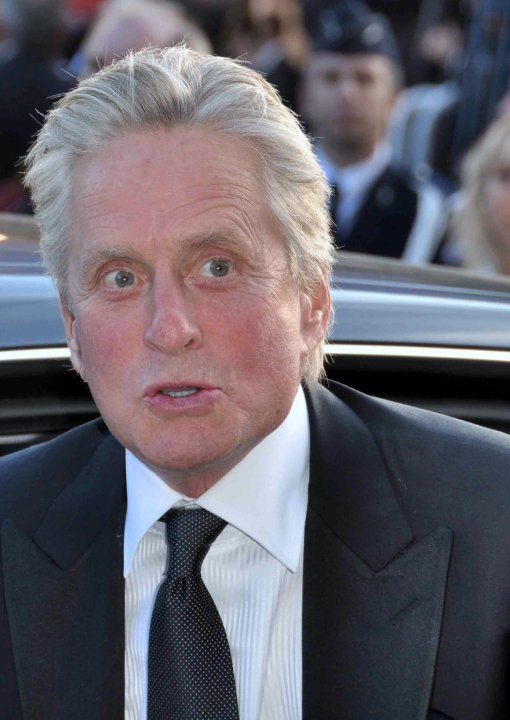
迈克尔·道格拉斯凭《华尔街》拿下男主角奖

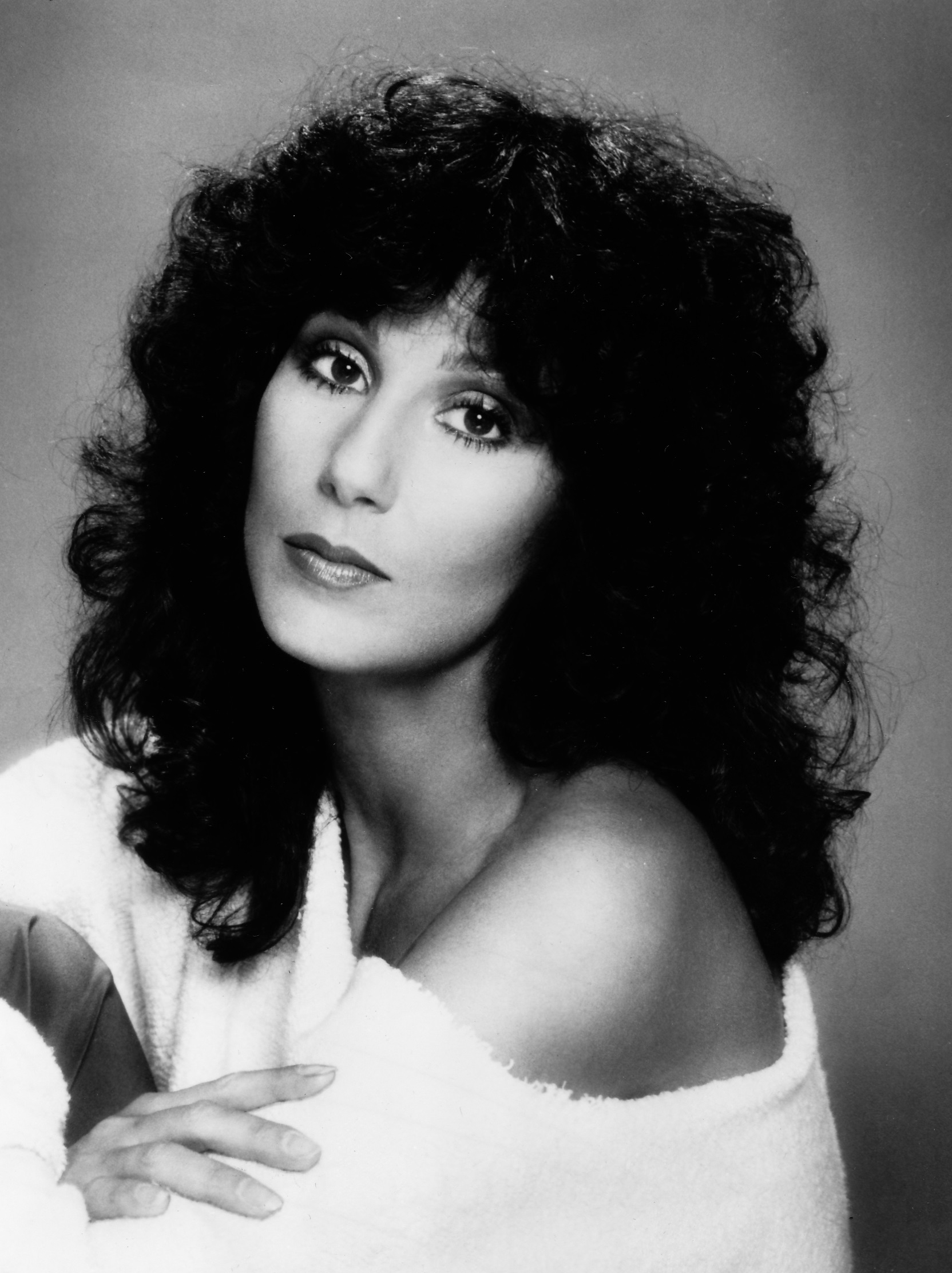
雪儿因《月色撩人》夺得女主角奖

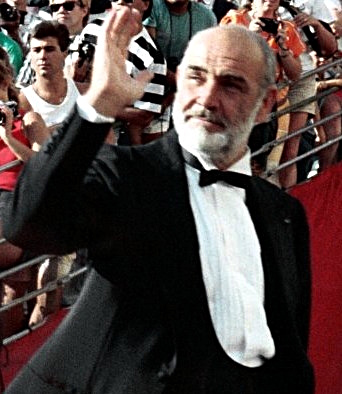
肖恩·康纳利凭《铁面无私》获男配角奖

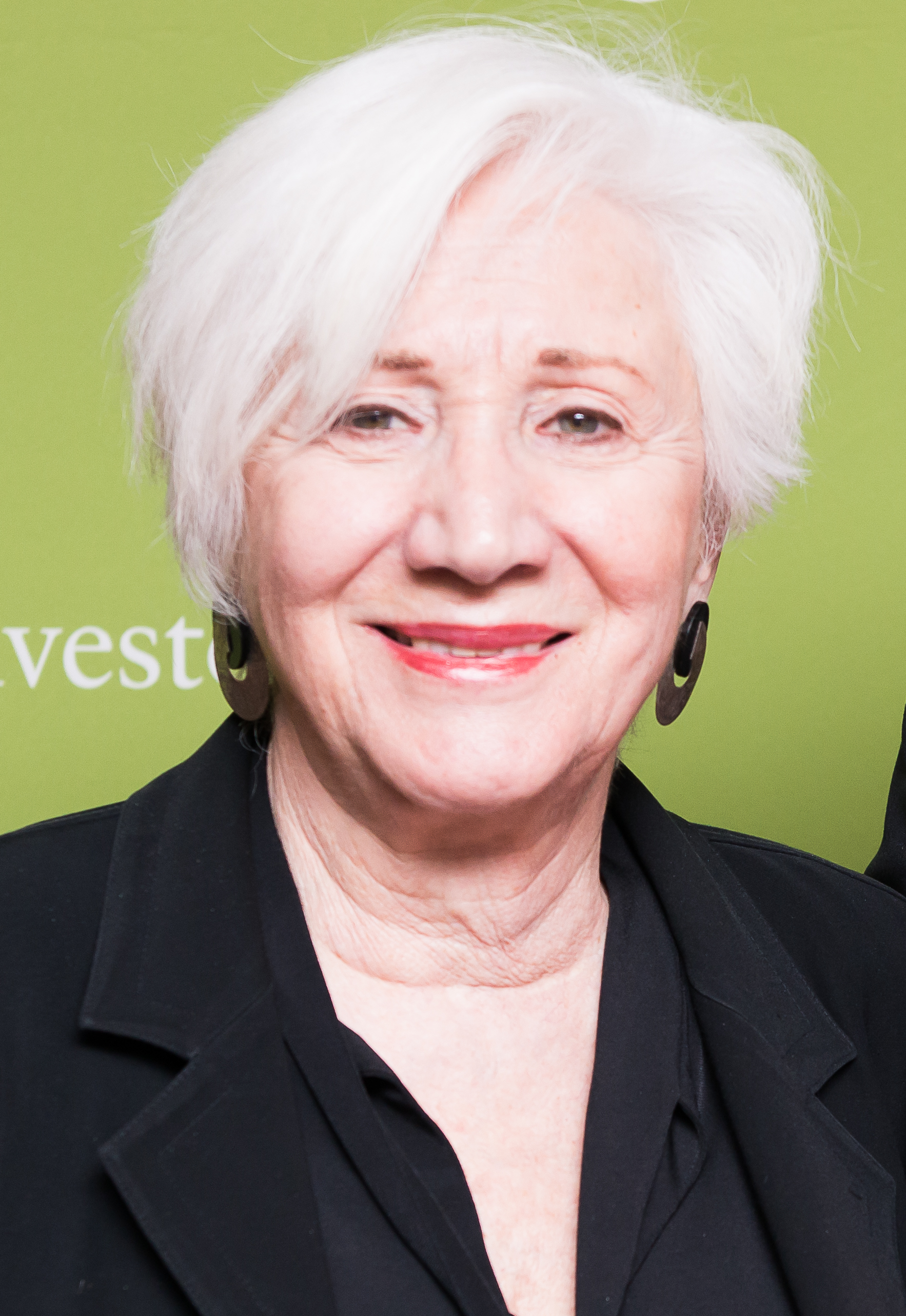
奥林匹亚·杜卡基斯因《月色撩人》拿下女配角奖

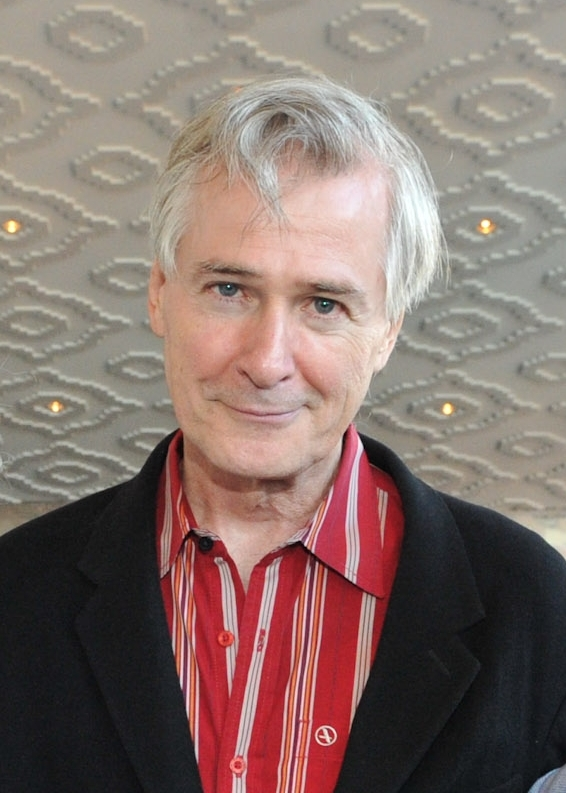
约翰·帕特里克·尚利因《月色撩人》获原著剧本奖

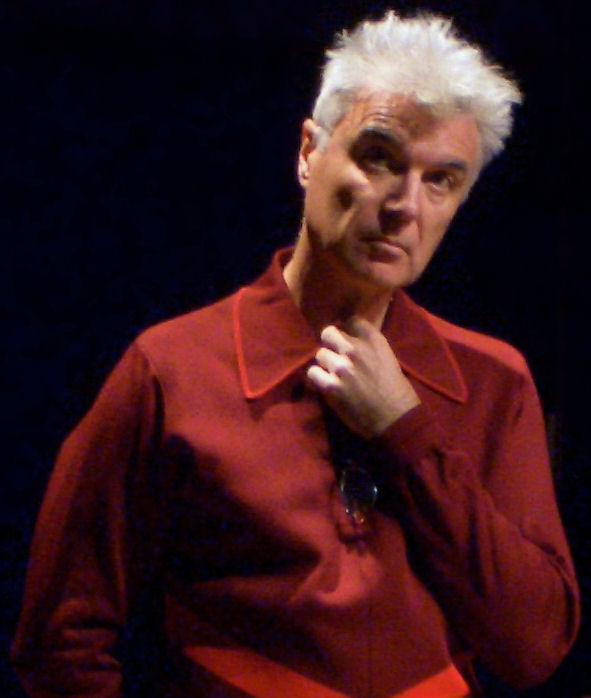
大卫·伯恩因《末代皇帝》拿下原创配乐奖

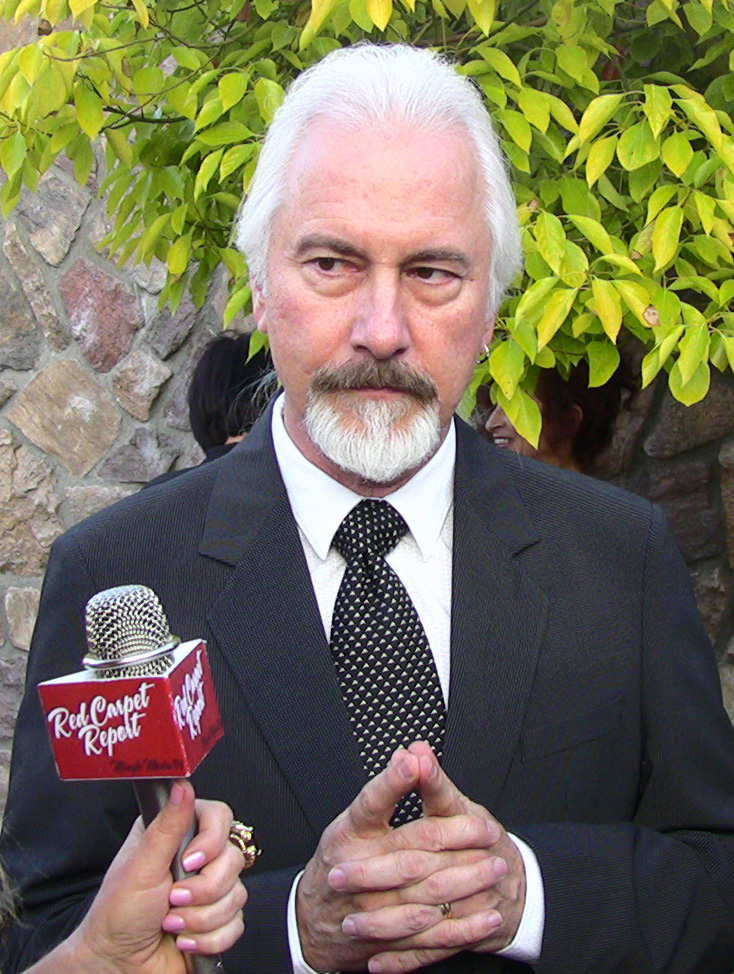
里克·贝克因《大脚哈利》夺得化妆奖

获奖作品列在最上方一行，并且右侧会附上‡符号：
| 最佳影片 - 《末代皇帝》——杰瑞米·托马斯（Jeremy Thomas）‡ - 《收播新闻》——詹姆斯·L·布鲁克斯 - 《致命的吸引力》——斯坦利·R·贾菲（Stanley R. Jaffe）、雪莉·兰辛 - 《希望与荣耀》（Hope and Glory）——约翰·保曼 - 《月色撩人》——诺曼·杰威森、帕特里克·帕尔默（Patrick Palmer） | 导演 - 贝纳尔多·贝托鲁奇——《末代皇帝》‡ - 约翰·保曼——《希望与荣耀》 - 莱塞·霍尔斯道姆——《狗脸的岁月》（Mitt liv som hund） - 诺曼·杰威森——《月色撩人》 - 阿德里安·莱恩（Adrian Lyne）——《致命的吸引力》 |
| 男主角 - 迈克尔·道格拉斯——《华尔街》‡ - 威廉·赫特——《收播新闻》 - 马切洛·马斯楚安尼——《黑眼睛》（Oci ciornie） - 杰克·尼科尔森——《紫苑草》 - 罗宾·威廉斯——《早安越南》 | 女主角 - 雪儿——《月色撩人》‡ - 格伦·克洛斯——《致命的吸引力》 - 霍莉·亨特——《收播新闻》 - 莎莉·柯克兰德——《安娜》（Anna） - 梅丽尔·斯特里普——《紫苑草》 |
| 男配角 - 肖恩·康纳利——《铁面无私》‡ - 艾伯特·布鲁克斯——《收播新闻》 - 摩根·弗里曼——《恶街实况》（Street Smart） - 文森特·加迪尼亚（Vincent Gardenia）——《月色撩人》 - 丹泽尔·华盛顿——《哭喊自由》（Cry Freedom） | 奥斯卡最佳女配角奖 - 奥林匹亚·杜卡基斯——《月色撩人》‡ - 诺尔玛·阿莱安德罗——《苦海奇花》（Gaby: A True Story） - 安妮·亞契——《致命的吸引力》 - 安妮·拉姆西（Anne Ramsey）——《谋害老妈》 - 安·萨森（Ann Sothern）——《八月的鲸鱼》（The Whales of August） |
| 原著剧本 - 《月色撩人》——约翰·帕特里克·尚利‡ - 《收播新闻》——詹姆斯·L·布鲁克斯 - 《再见，孩子们》（Au revoir les enfants）——路易·马卢 - 《希望与荣耀》——约翰·保曼 - 《无线电时代》（Radio Days）——伍迪·艾伦 | 原著改编 - 《末代皇帝》——马克·派普罗（Mark Peploe）和贝纳尔多·贝托鲁奇改编自溥仪的自传《我的前半生》‡ - 《死者》（The Dead）——托尼·休斯顿（Tony Huston）改编自詹姆斯·乔伊斯的同名小说 - 《致命的吸引力》——詹姆斯·迪尔登（James Dearden）改编自己的小说《消遣》（Diversion） - 《全金属外壳》——斯坦利·库布里克、迈克尔·赫尔（Michael Herr）和古斯塔夫·哈斯福特（Gustav Hasford）改编自古斯塔夫·哈斯福特的小说《计时器》（The Short-Timers） - 《狗脸的岁月》——莱塞·霍尔斯道姆、雷达·琼森（Reidar Jonsson）、布拉西·布兰斯特罗姆（Brasse Brannstrom）和皮尔·伯格伦德（Per Berglund）改编自雷达·琼森的同名小说    |
| 外语片 - 《巴贝特之宴》（Babettes gæstebud，丹麦，丹麦语语和法语）——加布里埃尔·阿克谢‡ - 《再见，孩子们》（法国，法语）——路易·马卢 - 《课程结束》（Asignatura aprobada，西班牙，西班牙语）——何塞·路易斯·加尔西（José Luis Garci） - 《家庭》（La famiglia，意大利，意大利语）——埃托尔·斯科拉（Ettore Scola） - 《开路先锋》（Veiviseren，挪威，萨米语）——尼尔斯·高普（Nils Gaup） | 剪辑 - 《末代皇帝》——加布里埃拉·克里斯蒂亚尼（Gabriella Cristiani）‡ - 《收播新闻》——理查德·马克斯（Richard Marks） - 《太阳帝国》——迈克尔·卡恩（Michael Kahn） - 《致命的吸引力》——迈克尔·卡恩和彼得·伯格（Peter E. Berger） - 《机器战警》——弗兰克·尤瑞欧斯蒂（Frank Urioste） |
| 纪录片 - 《十年午餐》（The Ten-Year Lunch: The Wit and Legend of the Algonquin Round Table）——阿维瓦·希莱辛（Aviva Slesin）‡ - 《美国民权之路》（Eyes on the Prize: America's Civil Rights Years/Bridge to Freedom 1965）——凯丽·克罗斯利（Callie Crossley）和詹姆斯·德文尼（James A. DeVinney） - 《地狱烈焰：广岛旅途》（Hellfire: A Journey from Hiroshima）——约翰·章克曼（John Junkerman）和约翰·W·道尔 - 《比基尼电台》（Radio Bikini）——罗伯特·斯通（Robert Stone） - 《罅隙》（A Stitch for Time）——芭芭拉·赫比奇（Barbara Herbich）和西里尔·克里斯托（Cyril Christo） | 纪录短片 - 《年轻的心》（Young at Heart）——苏·马克斯（Sue Marx）和帕梅拉·康恩（Pamela Conn）‡ - 《弗朗西斯·史蒂尔夫：一个书商的回忆》（Frances Steloff: Memoirs of a Bookseller）——德博拉·迪克森（Deborah Dickson） - 《凌晨之凌晨》（In the Wee Wee Hours...）——弗兰克·丹尼尔（Frank Daniel）和依扎克·本-梅厄（Izak Ben-Meir） - 《言及之处》（Language Says It All）——梅根·威廉姆斯（Megan Williams） - 《由银变金》（Silver Into Gold）——林恩·穆勒（Lynn Mueller） |
| 短片 - 《同性恋舞馆》（Ray's Male Heterosexual Dance Hall）——乔纳森·桑格尔（Jonathan Sanger）和贾纳·苏·梅梅尔（Jana Sue Memel）‡ - 《兴风作浪》（Making Waves）——安·温盖特（Ann Wingate） - 《擦鞋》（Shoeshine）——罗伯特·卡茨（Robert A. Katz） | 动画短片 - 《种树的牧羊人》——弗雷德里克·贝克（Frédéric Back）‡ - 《乔治和露丝玛丽》（George and Rosemary）——尤尼斯·麦考利（Eunice Macaulay） - 《你的脸》（Your Face）——比尔·普莱姆顿（Bill Plympton） |
| 原创配乐 - 《末代皇帝》——大衛·伯恩、苏聪和坂本龙一‡ - 《哭喊自由》——乔治·芬顿（George Fenton）和乔纳斯·关瓦（Jonas Gwangwa） - 《太阳帝国》——约翰·威廉姆斯 - 《铁面无私》——恩尼奥·莫里科内 - 《东镇女巫》（The Witches of Eastwick）——约翰·威廉姆斯 | 原创歌曲 - 《(I've Had) The Time of My Life》（《霹雳舞》插曲）——作曲：弗兰卡·普里维特（Franke Previte）、约翰·德尼古拉（John DeNicola）和唐纳德·马科维茨（Donald Markowitz）；作词：弗兰卡·普里维特‡ - 《》（《哭喊自由》插曲）——词曲：乔治·芬顿和乔纳斯·关瓦 - 《》（《神气活现》插曲）——词曲：阿尔伯特·哈蒙德（Albert Hammond）和戴安·华伦（Diane Warren） - 《》（《比佛利山超级警探2》插曲）——作曲：哈罗德·方特梅耶（Harold Faltermeyer）和基思·福西（Keith Forsey）；作词：哈罗德·方特梅耶、基思·福西和巴布·席格 - 《》（《公主新娘》插曲）——词曲：威利·德维尔（Willy DeVille） |
| 音效 - 《末代皇帝》——比尔·罗维和伊万·沙洛克‡ - 《太阳帝国》——罗伯特·克努森、唐·迪吉若拉莫、约翰·博伊德和托尼·达维 - 《致命武器》——雷斯·弗雷斯霍茨、迪克·亚历山大、弗恩·普尔和比尔·尼尔森 - 《机器战警》——迈克尔·科胡特、卡洛斯·德拉里奥斯、艾伦·罗钦和罗伯特·沃尔德 - 《东镇女巫》——韦恩·阿特曼、湯姆·貝克特、汤姆·达尔和阿特·罗切斯特 | 视觉效果 - 《惊异大奇航》（Innerspace）——丹尼斯·穆伦（Dennis Muren）、比尔·乔治（Bill George）、哈雷.杰斯普（Harley Jessup）和肯尼斯·史密斯（Kenneth F. Smith）‡ - 《铁血战士》——乔尔·希内克（Joel Hynek）、罗伯特·格林伯格（Robert M. Greenberg）、理查德·格林伯格（Richard Greenberg）和斯坦·温斯顿 |
| 艺术指导 - 《末代皇帝》——艺术指导：费迪南多·斯卡费奥蒂（Ferdinando Scarfiotti）；内部装饰：布鲁诺·切萨里（Bruno Cesari）和奥斯瓦尔多·德塞德里（Osvaldo Desideri）‡ - 《太阳帝国》——艺术指导：诺曼·雷诺兹（Norman Reynolds）；内部装饰：哈利·科德维尔（Harry Cordwell） - 《希望与荣耀》——艺术指导：安东尼·普拉特（Anthony Pratt）；内部装饰：乔安妮·伍拉德（Joanne Woollard） - 《无线电时代》——艺术指导：桑托·洛奎斯多（Santo Loquasto）；内部装饰：卡罗尔·约菲（Carol Joffe）、莱斯利·布鲁姆（Leslie Bloom）和小乔治·德蒂塔（George DeTitta, Jr.） - 《铁面无私》——艺术指导：帕特里齐亚·冯·布兰登施泰因（Patrizia von Brandenstein）和威廉·埃利奥特（William A. Elliott）；内部装饰：哈尔·高斯曼（Hal Gausman） | 摄影 - 《末代皇帝》——维托里奥·斯托拉罗‡ - 《收播新闻》——迈克尔·包豪斯（Michael Ballhaus） - 《太阳帝国》——艾伦·达维奥（Allen Daviau） - 《希望与荣耀》——菲利普·鲁斯洛特（Philippe Rousselot） - 《怒火战线》（Matewan）——哈斯克尔·韦克斯勒（Haskell Wexler） |
| 化妆 - 《大脚哈利》（Harry and the Hendersons）——里克·贝克‡ - 《新年快乐》（Happy New Year）——鲍勃·拉登（Bob Laden） | 服装设计 - 《末代皇帝》——詹姆斯·艾奇逊（James Acheson）‡ - 《死者》——多萝茜·杰金斯（Dorothy Jeakins） - 《太阳帝国》——鲍勃·林伍德（Bob Ringwood） - 《莫里斯》——珍妮·碧万（Jenny Beavan）和约翰·布莱特（John Bright） - 《铁面无私》——玛丽莲·万斯（Marilyn Vance） |

### 欧文··托尔伯格纪念奖
该奖项旨在表彰“持续贡献高品质电影的制作人”。
- 比利·怀尔德[15]

### 特别成就奖
- 斯蒂芬·弗里克（Stephen Flick）和约翰·波斯皮西尔（John Pospisil）
  - “表彰《机器战警》的音效剪辑”[16]。

### 提名和获奖大户
| 提名 | 片名             |
| ---- | ---------------- |
| 9    | 《末代皇帝》     |
| 7    | 《收播新闻》     |
| 6    | 《太阳帝国》     |
| 6    | 《致命诱惑》     |
| 6    | 《月色撩人》     |
| 5    | 《希望与荣耀》   |
| 4    | 《铁面无私》     |
| 3    | 《哭喊自由》     |
| 2    | 《再见，孩子们》 |
| 2    | 《死者》         |
| 2    | 《紫苑草》       |
| 2    | 《狗脸的岁月》   |
| 2    | 《无线电时代》   |
| 2    | 《机器战警》     |
| 2    | 《东镇女巫》     |

| 获奖数 | 片名         |
| ------ | ------------ |
| 9      | 《末代皇帝》 |
| 3      | 《月色撩人》 |

## 颁奖和表演嘉宾
以下人士出场颁发了奖项或表演节目，分别按出场先后顺序排列：:717

### 颁奖嘉宾
| 姓名                        | 角色                                   |
| --------------------------- | -------------------------------------- |
| 汉克·西姆斯                 | 第60届奥斯卡颁奖典礼报幕员             |
| 罗伯特·怀斯                 | 致开幕辞，欢迎各位嘉宾出席颁奖晚会     |
| 肖恩·康纳利                 | 颁发视觉效果奖                         |
| 格伦·克洛斯 迈克尔·道格拉斯 | 颁发女配角奖                           |
| 奥丽维亚·德哈维兰           | 颁发艺术指导奖                         |
| 梅尔·吉布森 丹尼·葛洛佛     | 颁发摄影奖                             |
| 米老鼠 汤姆·谢立克          | 颁发动画短片奖                         |
| 陈冲 尊龙                   | 颁发纪录短片奖                         |
| 查尔顿·赫斯顿               | 引出奥斯卡金像奖历史纪念蒙太奇         |
| 斯蒂夫·古根伯格             | 颁发纪录片奖                           |
| 比利·克里斯托               | 颁发音效奖                             |
| 尼古拉斯·凯奇 雪儿          | 颁发男配角奖                           |
| 罗伯·劳 肖恩·杨             | 颁发剪辑奖                             |
| 杰克·莱蒙                   | 向比利·怀尔德颁发欧文·G·托尔伯格纪念奖 |
| 丽莎·明奈利 达德利·摩尔     | 颁发原创歌曲奖                         |
| 詹妮弗·格雷 帕特里克·斯威兹 | 颁发原创配乐奖                         |
| 玛丽·玛特琳                 | 颁发男主角奖                           |
| 雪莉·琼斯（预先录制的片段） | 引出科技成果奖和戈登·E·索耶奖颁奖片段  |
| 装扮成机械战警的彼得·威勒   | 颁发音效剪辑奖                         |
| 装扮成皮威的保罗·雷宾斯     | 颁发短片奖                             |
| 凯文·科斯特纳 达丽尔·汉纳   | 颁发服装设计奖                         |
| 罗宾·威廉姆斯               | 颁发导演奖                             |
| 约翰·坎迪                   | 颁发化妆奖                             |
| 奥黛丽·赫本 格里高利·派克   | 颁发原著改编奖和原著剧本奖             |
| 费·唐纳薇 詹姆斯·加纳       | 颁发外语片                             |
| 保罗·纽曼                   | 颁发女主角奖                           |
| 艾迪·墨菲                   | 颁发最佳影片奖                         |

### 表演嘉宾
| 姓名                         | 角色           | 表演                          |
| ---------------------------- | -------------- | ----------------------------- |
| 比尔·康堤                    | 音乐编排和指挥 | 管弦乐                        |
| 奥斯卡金像奖合唱团           | 表演者         | 《歌舞在线》插曲《》          |
| 威利·德维尔                  | 表演者         | 《公主新娘》插曲《》          |
| 星船合唱团 格洛丽亚·埃斯特凡 | 表演者         | 《神气活现》插曲《》          |
| 乔治·芬顿 乔纳斯·关瓦        | 表演者         | 《哭喊自由》插曲《》          |
| 小理查德                     | 表演者         | 《比佛利山超级警探2》插曲《》 |
| 比尔·梅德利 詹妮弗·沃妮斯    | 表演者         | 《霹雳舞》插曲《》            |

## 典礼资讯

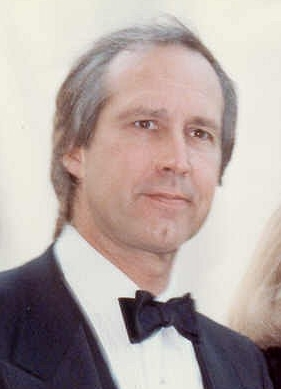
切维·切斯是第60届奥斯卡颁奖典礼的主持人

1987年10月，美国电影艺术与科学学院决定聘请小塞缪尔·戈德温（Samuel Goldwyn, Jr.）连续第2次为奥斯卡颁奖典礼操刀。过了3个月，戈德温宣布请男演员兼笑匠切維·切斯担任晚会主持。此外，电影艺术和科学学院还决定从本届开始将颁奖典礼迁至神殿礼堂举行，此前的近20届颁奖典礼都是在多萝茜·钱德勒大厅举办，与之相比，神殿礼堂更加宽阔，可以容纳更多宾客，颁奖典礼也能有更充裕的时间排练。这也是1948年的第20届典礼后颁奖晚会首度回归神殿礼堂。戈德温和导演马蒂·帕塞塔（Marty Pasetta）原计划把曾参演过之前59部奥斯卡最佳影片奖获奖电影的演员当年走过红地毯的镜头经剪辑后在颁奖典礼上播放，但由于出席晚会的部分来宾因交通问题导致到达现场的时间较迟，剪辑片段因此没有播映。
1988年3月7日，1988年美国编剧协会大罢工爆发，到一个多月后颁奖典礼开幕时仍未结束，对晚会的电视直播及周边构成影响。美国编剧协会不同意编剧为颁奖典礼编写台词，但作为晚会的3名首席编剧，恩斯特·莱赫曼（Ernest Lehman）、梅尔韦尔·沙维尔森（Melville Shavelson）和杰克·罗斯（Jack Rose）还是准备好了超过一半的素材。。为了弥补剧本的缺失部分，戈德温请来包括约翰·坎迪（John Candy）、比利·克里斯托、艾迪·墨菲和罗宾·威廉姆斯在内的多位笑匠随兴发挥:716。多位出席颁奖典礼的艺人在晚会期间表态支持编剧，例如肖恩·康纳利就在上台接受男配角奖致辞时称：“如果这座奖可以伴随一个愿望，那我的愿望就是编剧罢工可以结束。”

### 提名电影票房表现
截至2月16日提名公布时，全部5部获最佳影片奖提名的电影在美国的票房总收入为2亿2151万4287美元，平均每部4430万2857美元。其中《致命诱惑》以1亿4229万5229美元位居榜首，之后分别是收入3671万2098美元的《收播新闻》、进账2536万9070美元的《月色撩人》、收入1191万2886美元的末代皇帝和进账522万5004美元的《希望与荣耀》。
在1987年美国电影票房50强中，有17部电影获得共计39项提名。其中《致命诱惑》（亚军）、《铁面无私》（第4名）、《早安越南》（第10名）、《谋害老妈》（第14名）、《全金属外壳》（第21名）、《收播新闻》（第26名）、《华尔街》（第30名）和《月色撩人》（第39名）所获提名包含最佳影片、导演或编剧、表演类奖项。另外9部获提名的电影分别是《比佛利山超级警探2》（冠军）、《致命武器》（第7名）、《东镇女巫》（第8名）、《霹雳舞》（第9名）、《铁血战士》（第11名）、《机械战警》（第15名）、《神气活现》（第23名）、《公主新娘》（第38名）和《惊异大奇航》（第45名）。

### 专业评价
本次颁奖典礼所获评价不佳，大部分媒体看法倾向负面。《洛杉矶时报》电视评论员霍华德·罗森伯格（Howard Rosenberg）评论称：“美国广播公司在周一晚直播的奥斯卡颁奖典礼就像电视颁奖节目中的麥可·杜卡基斯和乔治·布什：沉重、单调而且令人郁闷。你总希望他们会把马力欧·库默送出来。”《华盛顿邮报》的汤姆·谢尔斯（Tom Shales）批评晚会毫无亮眼，即便考虑到往年遗留下来的低标准，本届颁奖典礼也显得异常低迷。《今日美国》专栏作家马特·罗什（Matt Roush）批评主持人切斯令现场一度又一度陷入冷场，试图带动气氛的即兴表演也少有成效。他还觉得《末代皇帝》赢得大部分奖项导致现场氛围更显沉闷而虎头蛇尾。

### 收视率和奖项
本届颁奖典礼通过美国广播公司在美国直播，其播出时段里平均有约4220万观众收看，与前一年相比提高了13%，而所有曾观看部分时段节目的观众总数则估计有7000万。从尼尔森收视率调查的数据看，节目的表现好过前一年，吸引了29.2%的家庭观看，收视率超过49%。
1988年7月，颁奖典礼获第40届黄金时段艾美奖4项提名，并在同年8月为小塞缪尔·戈德温赢得杰出综艺音乐节目奖。